# Каневская, Мария
Мария Каневская (пол.  Maria Kaniewska-Forbert; 27 мая 1911 — 11 декабря 2005) — польская актриса театра и кино, кинорежиссёр, режиссёр телеспектаклей, режиссёр дубляжа, сценарист.

## Биография
Мария Каневская родилась 27 мая 1911 года в Киеве. Она училась танцам в Школе художественного танца, затем училась актёрскому мастерству в Государственном институте театрального искусства в Варшаве, который окончила в 1933 году. Дебютировала в театре в 1933 в Торуне. Режиссёрское образование получила в Государственной высшей театральной школе в Варшаве (диплом окончания учений в 1948). Актриса театров в Варшаве, Торуне, Лодзи. Первый польский режиссёр дублирования (с 1948 года). Режиссёр спектаклей «театра телевидения» в 1962—1985 гг.
Умерла 11 декабря 2005 года в Варшаве, похоронена на варшавском кладбище Старые Повонзки.

## Избранная фильмография

#### актриса
- 1946 — Два часа / Dwie godziny — женщина на вокзале
- 1947 — Светлые нивы / Jasne Łany —  Стаха Сарнова
- 1948 — Последний этап / Ostatni etap — надзирательница
- 1951 — Варшавская премьера / Warszawska premiera — пассажирка в дилижансе
- 1955 — Три старта / Trzy starty — учительница пения
- 1956 — Зимние сумерки / Zimowy zmierzch — торговка
- 1957 — Ева хочет спать / Ewa chce spać — Хелютка, буфетчица в баре
- 1957 — Шляпа пана Анатоля / Kapelusz pana Anatola — хозяйка приёма
- 1958 — Король Матиуш I / Król Macius I — придворная дама
- 1960 — Муж своей жены / Mąż swojej żony — гостиничная уборщица
- 1960 — Пиковый валет / Walet pikowy — мать Мелании
- 1960 — Косоглазое счастье / Zezowate szczęście — Анастасия Макулец
- 1965 — Всегда в воскресенье / Zawsze w niedzielę — мать Бобека
- 1970 — Доктор Эва / Doktor Ewa — пани Лодзя, секретарша Савиньского (только в 1 серии)
- 1972 — 150 км в час / 150 na godzinę — клиентка
- 1972 — Разыскиваемый, разыскиваемая / Poszukiwany, poszukiwana — покупающая сахар
- 1977 — Кукла / Lalka — пани Мелитон
- 1978 — Убежище / Azyl — Козловская
- 1978 — Что ты мне сделаешь, когда поймаешь / Co mi zrobisz jak mnie złapiesz — уборщица
- 1985 — Дезертиры / C.K. Dezerterzy — пианистка
- 1995 — Скандал из-за Баси / Awantura o Basię — Таньская, бабушка Стаси Ольшаньской
- 2001 — Вторник / Wtorek — старушка
- 2002 — Хакер / Haker — жена профессора
- 2005 — Путешествие Нины / Ninas resa — бабушка Роза
- 2006 — Сатана из седьмого класса / Szatan z siódmej klasy — домработница священника

#### актриса, режиссёр, сценарист
- 1966 — Бич Божий / Bicz Boży — Арцимовичова

#### режиссёр и сценарист
- 1959 — Скандал из-за Баси / Awantura o Basię
- 1960 — Сатана из седьмого класса / Szatan z siódmej klasy
- 1964 — Барышня в окошке / Panienka z okienka
- 1970 — Перстень княгини Анны / Pierścień księżnej Anny
- 1974 — Заколдованный двор / Zaczarowane podwórko

#### режиссёр
- 1954 — Недалеко от Варшавы / Niedaleko Warszawy
- 1962 — Комедианты / Komedianty

## Признание
- 1961 — Награда Председателя Совета министров ПНР за кинематографическое творчество для ребят и молодёжи.
- 2004 — Командорский крест Ордена Возрождения Польши.